# Logic
Logic es una herramienta multiuso desarrollada bajo licencia pública de Mozilla (Mozilla Firefox).

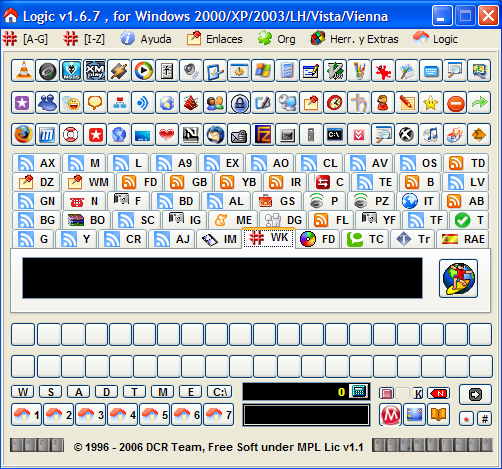
Frontal

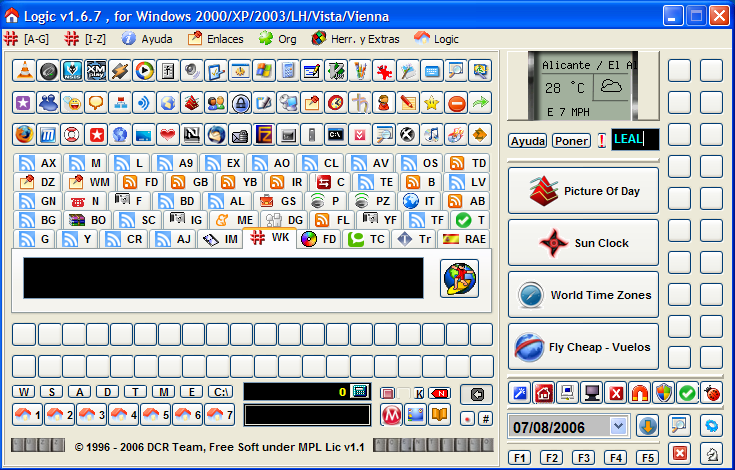
Detalles

## Inicio
Es un software de código abierto que empezó a ser desarrollado en marzo del 2002. Su única función era evitar el secuestro del navegador Internet Explorer. Sin embargo, en versiones sucesivas fueron añadiendo nuevas funcionalidades sistemáticas, así como varias listas de recursos que contenían aplicaciones gratuitas o de código abierto clasificadas por temática en los menús en función de su relevancia y utilidad, todas ellas aportadas por los propios usuarios. Meses más tarde, se ampliaron y mejoraron nuevamente las funcionalidades anteriores, al tiempo que el programa se hacía Bilingüe mediante la detección automática del idioma. El objetivo era ofrecer al usuario la información útil de la manera más sencilla e intuitiva posible para reparar y mantener su computador personal.

## Desarrollo
Al ir creciendo tanto las listas de recursos como las nuevas utilidades, la herramienta tuvo que ser rediseñada completamente a partir de la versión 1.4. Se reemplazaron todos los menús por sistemas organizados alfabéticamente en pestañas identificadoras, algo que agilizó el proceso de actualización de los enlaces y recursos contenidos. En ese instante, el usuario podía ver una descripción detallada y precisa del recurso, a la vez que la dirección del mismo de manera transparente en modo texto. Con el tiempo, fue aumentando la accesibilidad de la herramienta mediante botones de acceso rápido, ofreciendo al usuario la posibilidad de realizar su propia lista de aplicaciones favoritas y enlaces. 
En la versión 1.5 se construyeron nuevas funcionalidades: Desinstalador de programas, administrador de tareas, capturado de paquetes en modo promiscuo que mostraba los puertos abiertos y la aplicación asociada a cada uno de ellos; además de un visor de aplicaciones, iniciadas con la posibilidad de eliminar entradas existentes o añadir nuevas en el sistema operativo, pudiendo obtener información de cada una de ellas mediante los buscadores internacionales de Internet, y un neutralizado de troyanos y archivos sospechosos, evitando de esta forma la propagación de virus. 
En versiones sucesivas, la cantidad de aportaciones y mejoras han hecho crecer a la herramienta a ritmo frenético, buscando siempre el equilibrio entre todas ellas, además de mantener la estabilidad y el reducido tamaño que la caracterizan, permitiendo ser transportada en un dispositivo de almacenamiento portátil USB. Igualmente Logic es equilibrado a la hora de enlazar y utilizar otras herramientas externas y propias. También posee una ayuda orientadora de referencia sobre el contenido del programa y las partes más relevantes, facilitando su traducción a diferentes idiomas.
La esencia de Logic es en definitiva, la de una herramienta completamente gratuita, compacta y de pequeño tamaño, que no requiere ningún tipo de instalación y que aporta muchos recursos, que son revisados, añadidos y actualizados varias veces al mes, para solventar la mayoría de los problemas a los que se suelen enfrentar usuarios de diferentes sistemas operativos e internautas. Dándole prioridad a todas las herramientas gratuitas o bajo licencias de código abierto.